# Clossiana improbula
Clossiana improbula är en fjärilsart som beskrevs av Felix Bryk 1920. Clossiana improbula ingår i släktet Clossiana och familjen praktfjärilar. Inga underarter finns listade i Catalogue of Life.